# Partito Unito del Popolo
Il Partito Unito del Popolo (in lingua inglese: People's United Party - PUP) è un partito politico beliziano di orientamento cristiano-democratico e socialdemocratico fondato nel 1950.

## Risultati elettorali
| Elezione          | Voti   | %     | Seggi   |
| ----------------- | ------ | ----- | ------- |
| Parlamentari 1998 | 50.330 | 59,67 | 26 / 29 |
| Parlamentari 2003 | 52.934 | 53,16 | 22 / 29 |
| Parlamentari 2008 | 49.531 | 40,17 | 6 / 29  |
| Parlamentari 2012 | 61.832 | 47,99 | 14 / 31 |
| Parlamentari 2015 | 67.566 | 47,77 | 12 / 31 |
| Parlamentari 2020 | 88.040 | 59,60 | 26 / 31 |